# Roman Archutowski
Roman Archutowski (ur. 5 sierpnia 1882 w Karolinie k. Pułtuska, zm. 18 kwietnia 1943 na Majdanku) – ksiądz profesor i błogosławiony katolicki, kanonik kapituły Metropolii Warszawskiej.

## Życiorys

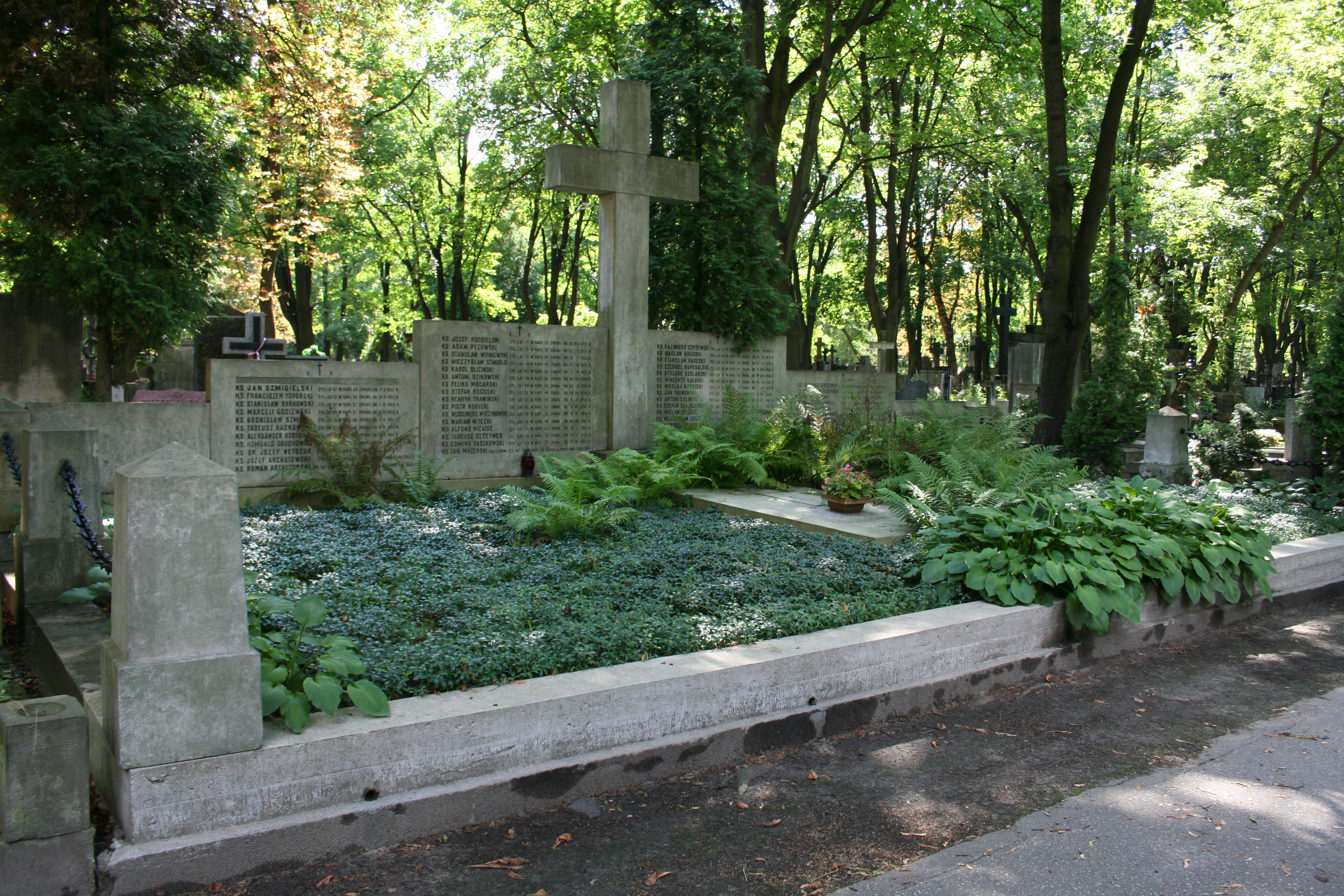
Grób symboliczny ks. Romana Archutowskiego na cmentarzu Stare Powązki w Warszawie

Pochodził z bogatej ziemiańskiej rodziny, właścicieli majątku Karolin (pow. pułtuski), syn Teofila (rozstrzelanego przez Niemców w Pułtusku jesienią 1939) i Emilii z Karwowskich. Brat Józefa Archutowskiego, teologa i profesora Uniwersytetu Jagiellońskiego. Ukończył gimnazjum w Pułtusku. Maturę zdał w Suwałkach w 1900, po czym wstąpił do Wyższego Metropolitalnego Seminarium Duchownego św. Jana Chrzciciela w Warszawie, gdzie otrzymał święcenia kapłańskie w 1904. Został skierowany do pracy na parafii Jeżów, następnie na studia teologiczne do Cesarskiej Rzymskokatolickiej Akademii Duchownej w Petersburgu.
Od 1910 pełnił posługę prefekta w Gimnazjum Realnym oraz w Gimnazjum im. św. Stanisława Kostki w Warszawie. W latach 1925–1940 sprawował funkcję dyrektora tej szkoły. Pełnił również różne funkcje w Sądzie Metropolitalnym.
Był zwolennikiem ONR. W czasie II wojny światowej współpracował z wywiadem NSZ.
W 1940 objął urząd regensa Warszawskiego Seminarium Duchownego. W 1942 dwukrotnie uwięziony na Pawiaku. Maltretowany i bity nie ustępował groźbom. 17 stycznia 1943 został przetransportowany do niemieckiego obozu koncentracyjnego na Majdanku – KL Lublin. Zachorował na tyfus plamisty. Zmarł 18 kwietnia 1943 w Niedzielę Palmową. Ciało zostało spalone w krematorium. Grób symboliczny w mogile zbiorowej księży emerytów Warszawskiej Kapituły Metropolitalnej na cmentarzu Stare Powązki w Warszawie (kwatera 107–5,6–23-30).
Ks. Roman został zaliczony w poczet 108 błogosławionych męczenników za wiarę 13 czerwca 1999 w Warszawie.

## Zainteresowania naukowe
Historyk Kościoła. Autor ponad 200 haseł o tematyce historycznej w Podręcznej Encyklopedii Katolickiej. Autor podręczników szkolnych.

## Publikacje (wybór)
- Podręczna encyklopedya kościelna, 1912,
- Historia Kościoła katolickiego w zarysie, 1920 (wiele wydań),
- Historja Święta Nowego Testamentu, czyli Dzieje Objawienia Bożego w Nowym Testamencie, 1922,
- Zarys historii Kościoła katolickiego dla wiernych, 1948.